# Пламен Вълчев
Пламен Петров Вълчев е български художник, професор в Националната художествена академия (НХА).

## Биография
Роден на 16 април 1951 г. в София в семейството на художника Петър Нинков Вълчев. Родът му е от град Кула. Завършва специалност „Живопис“ в класа на професор Петър Михайлов в Художествената академия през 1977 г. Работи като учител в Националната художествена гимназия. От 1981 до 2017 г. работи като асистент, доцент и професор по живопис в катедра „Плакат и визуална комуникация“ при НХА. Работи и като заместник-ректор на НХА.
Участва в множество изложби в България, Швеция, Норвегия, Германия, Чехия, Турция и Гърция. Негови картини са изложени в Добричката художествена галерия.
През 2015 г. участва в комисия по устройство на територията, архитектура и жилищна политика на Столичен общински съвет.

## Творчество
Творчеството на Пламен Вълчев се свързва с пресъздаването образа на Васил Левски в изобразителното изкуство. През 1987 г. създава картината „Губя само мене си...“, в която предава Апостола Васил Левски „с меланхоличен лик, погледът е мътен, премрежен, печален, зареян нейде в невнятната безкрайност; опрял е Дякона главата си на стената с безнадеждност и обреченост. Облечен е в изхабено шаячно палто, измачкано, яката от лявата му страна е вдигната, от дясната – не, шията е оголена, сякаш готова още отсега за въжето. Ръцете на Апостола са кръстосани, дясната стиска силно левия лакът, цялата поза на снагата му подсказва примиреност и causa perduta.“ През 2018 г. картината е отпечатана в календар на Общобългарския комитет „Васил Левски“. През 1988 г. рисува „И студ, и мраз...“, също вдъхновена от Апостола.
Същата година участва в изложба от картини с Левски на открито в градинката „Кристал“ в София.
По проект на проф. Пламен Вълчев през 2017 г. е изработена и монтирана паметна плоча-барелеф на кулския художник Йордан Николов Гешев във връзка със 110-ата годишнина от неговото рождение. Тя е експонирана върху чешма в двора на СУ „Васил Левски“ в Кула, където е била родната къща на Йордан Гешев.
През 2020 г. участва в изложба на картини на автомобили в галерия „Серяковата къща“ в Троян, в която са представени сто картини от частна колекция.

## Награди
През 2011 г. е носител на Наградата на София за принос в развитието на изобразителните изкуства.

## Маркоиздаване
През 2002 г. е пусната пощенска марка от серия на тема „Строители на българската държава“ от Дея Вълчева, по картини на Пламен Вълчев.
През 2017 г. създава пощенска карта (пощенско-филателно издание), посветено на 180 г. от рождението на Васил Левски.
През 2018 г. са издадени две пощенски марки на тема „Световно първенство по футбол – Русия 2018“, нарисувани от Пламен Вълчев.
През 2019 г. става член на Специализиран експертен съвет по маркоиздаване, който действа за две години, започвайки от 12 ноември 2019 г.

## Произведения
- „Изоставена“[15]
- „Губя само мене си...“ (1987)[7]
- „И студ, и мраз...“ (1988)[9]
- „Цар Самуил посреща ослепените си войници“[16]
- „Равносметка“ (ок. 1988)[17]
- „Пролетно тайнство“ (ок. 1989)[18]
- „Децата на града“ (1984)[19]